# Porchovská pevnost
Porchovská pevnost (rusky Порховская крепость) je historický kreml v centru ruského městečka Porchov v Pskovské oblasti. Rozkládá se na pravém břehu řeky Šeloň. V 13.–15. století byla důležitou pohraniční pevností, chránící ruské země před Litevci. Dochované hradby, věže a brány pochází z konce 14. století.

## Historie
První písemná zmínka o Porchovské pevnosti pochází z Novgorodského letopisu. Podle něj založil Porchov Alexandr Něvský v roce 1239 jako jednu z pevností, které střežily vodní dopravní cestu po řece Šeloň před častými nájezdy Litevců. Původní pevnost byla dřevěná a představovala dojitý val a dvojitý příkop.
Roku 1346 vtrhnul litevský velkovévoda Algirdas do Novgorodské republiky, ovládl řeky Lugu a Šeloň a oblehl Porchov a Opoki. Toto první obležení Litevci pevnost přečkala, bylo však nutno vyplatit kontribuci 300 rublů.

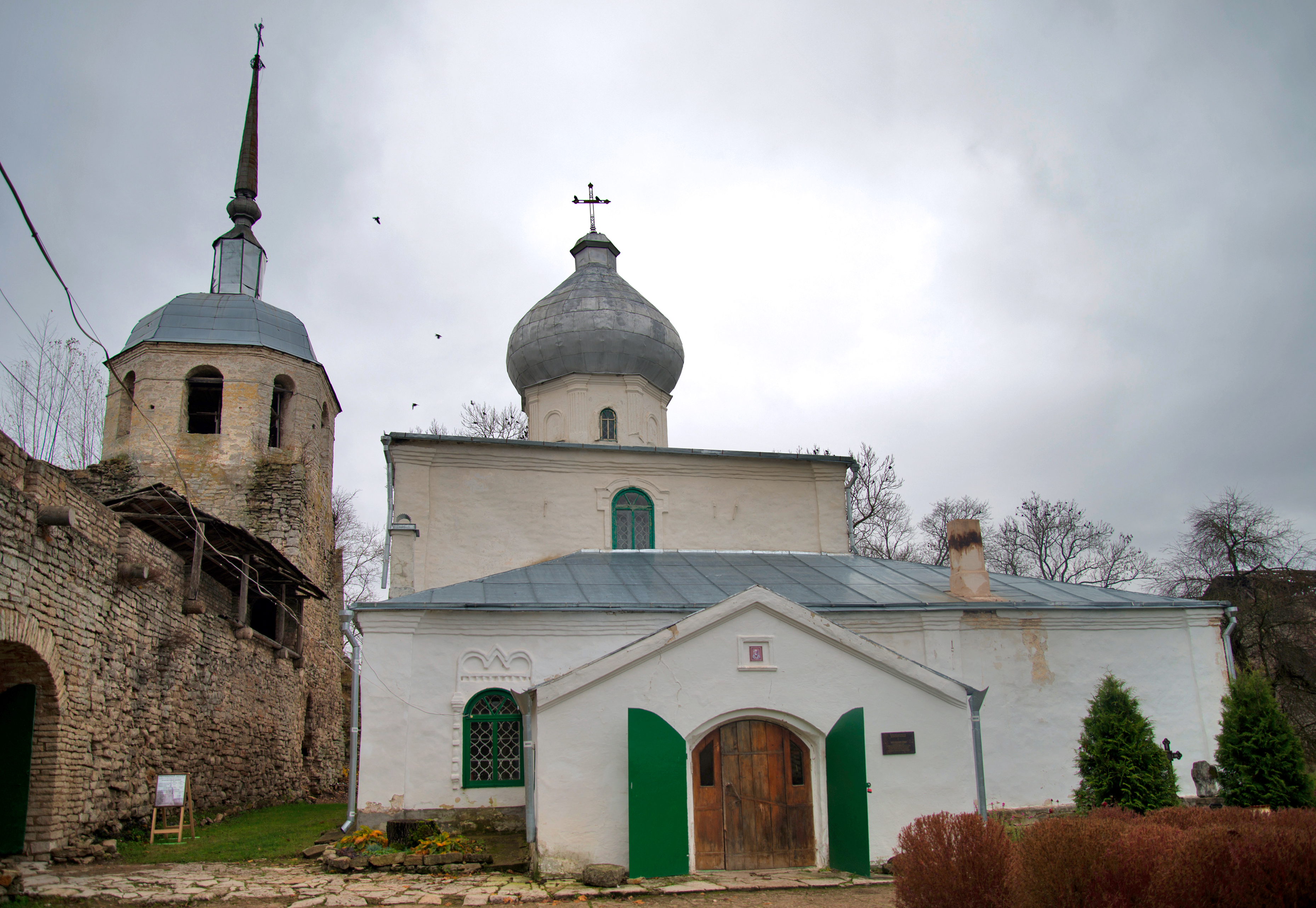
Chrám svatého Mikuláše

V roce 1387 byla témže břehu Šeloně asi o kilometr dále postavena pevnost nová, jejíž hradby a čtyři věže byly zhotoveny z místního vápence. Síla stěn původně činila 1,4 až 2 m, výška okolo 7 m. Věže byly vysoké 15 až 17 m, měly 4 až 6 bojových pater a vystupovaly značně z hradební linie, aby mohly snadněji narušovat linii nepřítele. Celá stavba byla provedena během jediného roku.
Chrám svatého Mikuláše uvnitř areálu byl zbudován v roce 1412 a svému účelu slouží dodnes.
V červenci 1428 Porchov oblehli Litevci pod vedením velkoknížete Vytauta. Pevnost sice nedobyli, ale značně ji poškodili děly (jedno z prvních užití děl na Rusi). Roku 1430 byly proto hradby nejenom opraveny, ale i výrazně zesíleny (až na 4,5 m).
Toto bylo však naposledy, kdy pevnost oblehl nepřítel. Novgorod i Pskov pohltilo Moskevské knížectví, hranice byly posunuty na západ, a Porchov ztratil svůj vojenský význam. Díky tomu zde nebyly prováděny téměř žádné další stavební úpravy, pevnost si tak zachovala svůj původní středověký vzhled.
První rekonstrukce tehdy již značně zchátralé pevnosti proběhla v roce 1912. Ačkoliv během nacistické okupace Němci srovnali se zemí okolo 90 % budov v Porchově, pevnost zůstala ušetřena.
V současnosti (2016) je pevnost v havarijním stavu. Probíhá zde však archeologický průzkum, na jehož základě by měl vzniknout projekt kompletní restaurace objektu. V areálu funguje Porchovské regionální muzeum a Muzeum historie porchovské pošty.

## Galerie

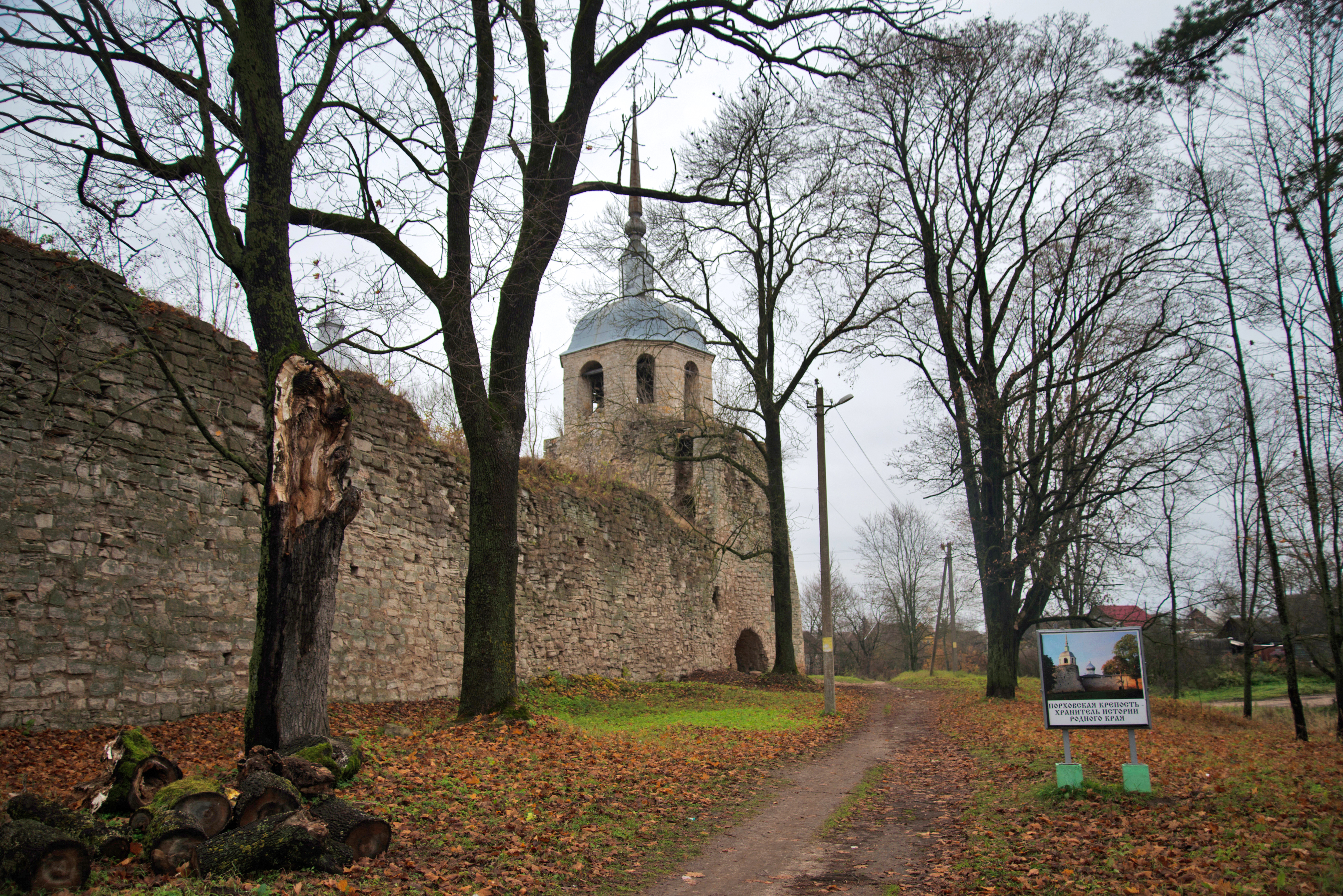
Věž svatého Mikuláše
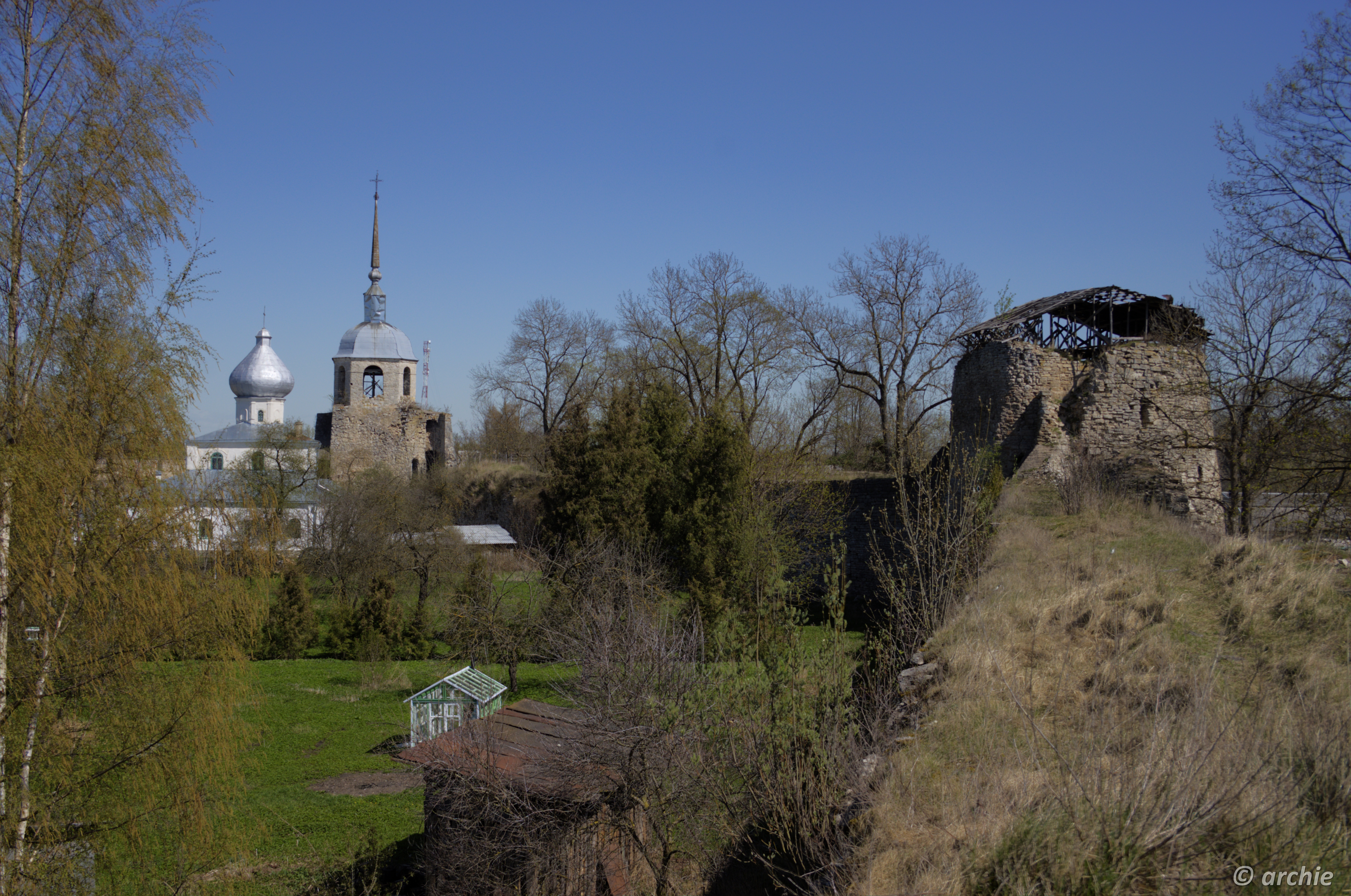
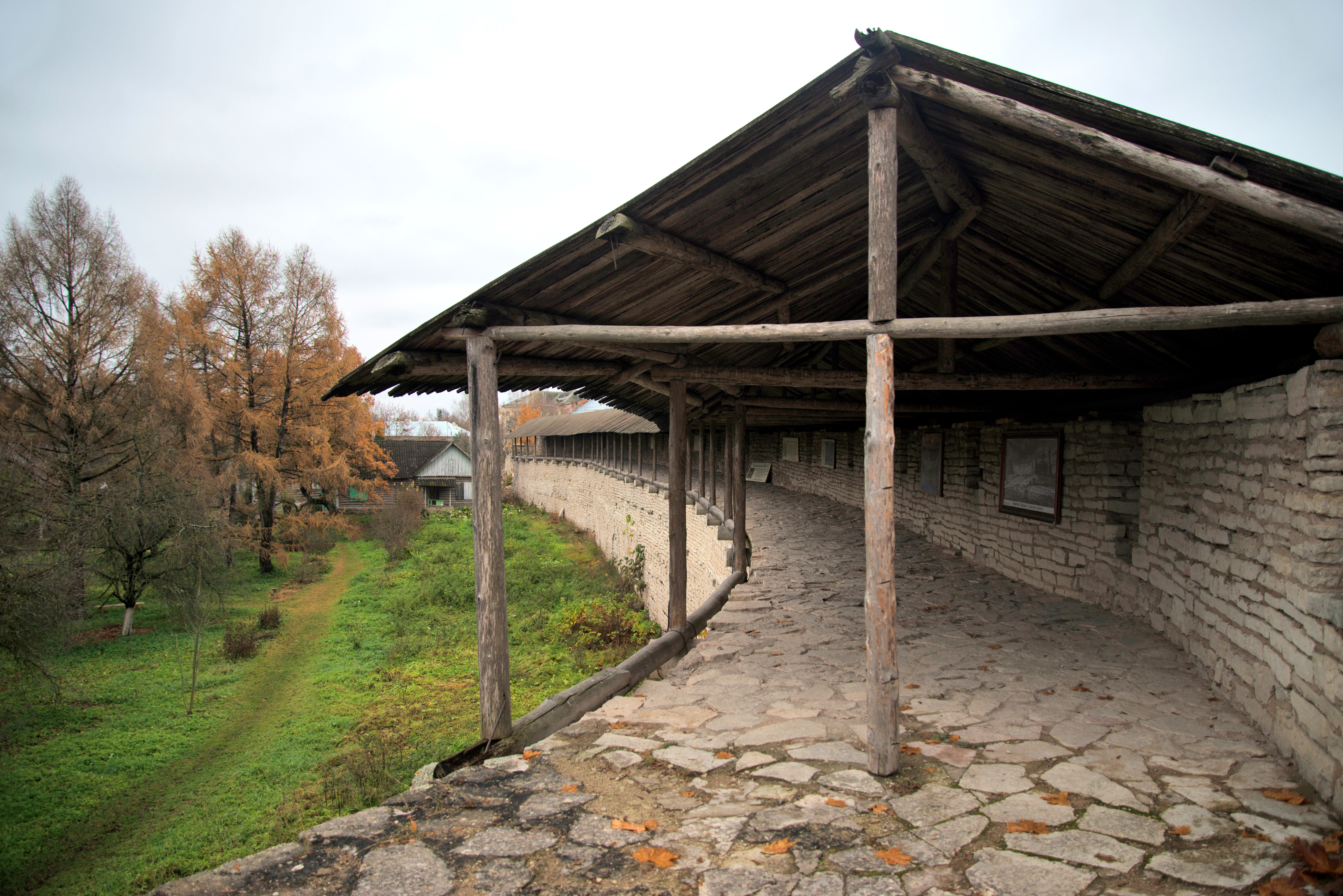
Ochoz
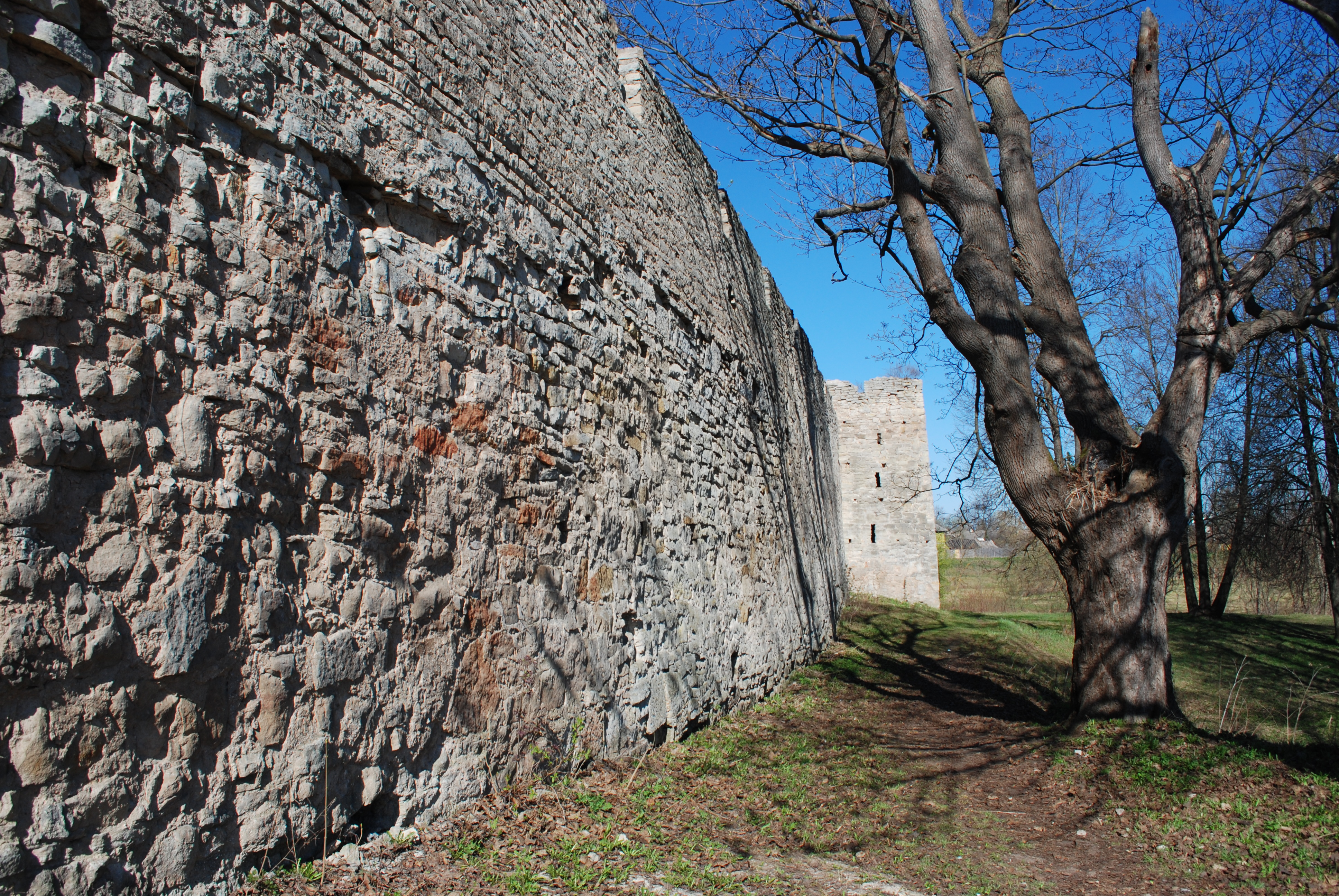
Malá věž
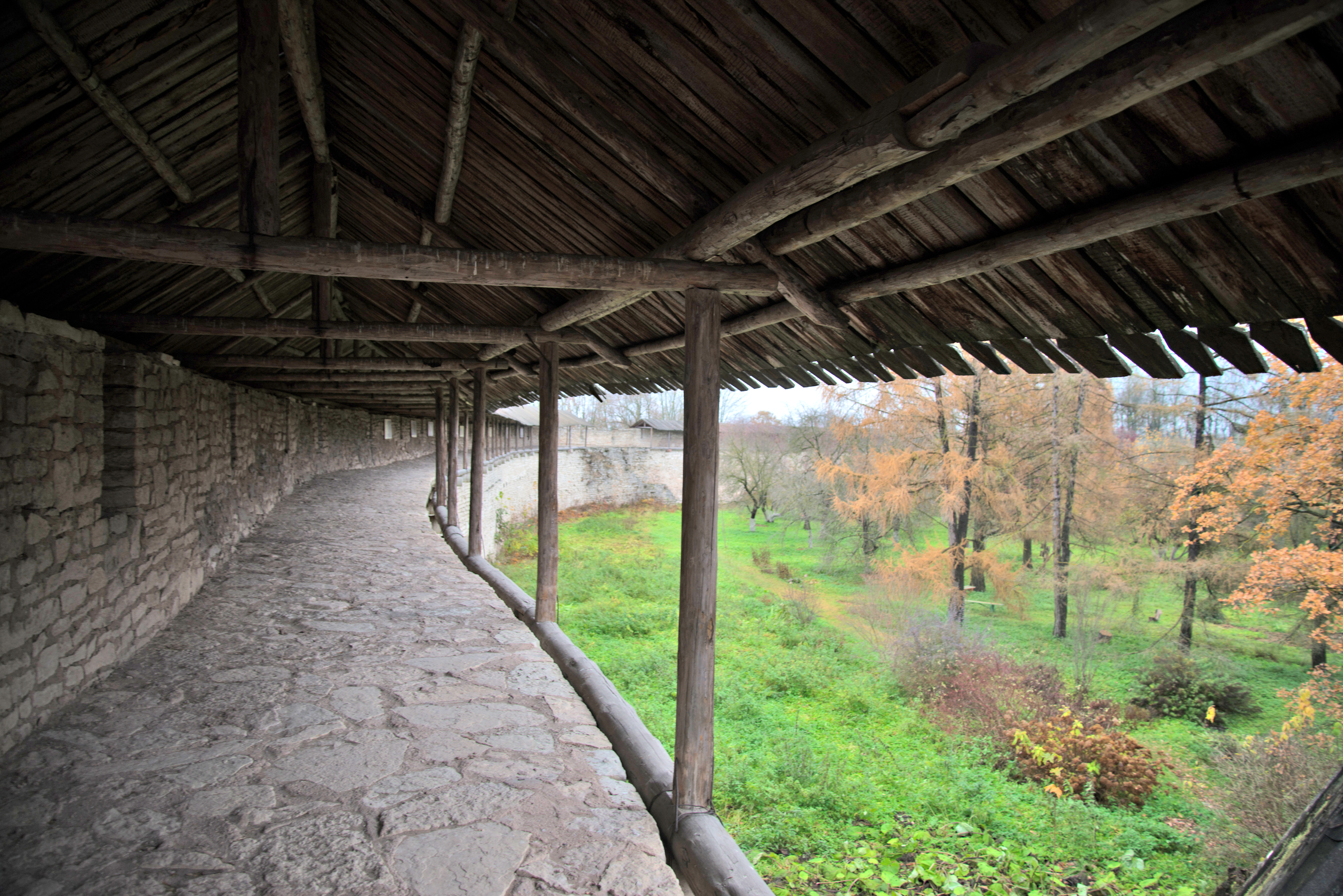
Ochoz
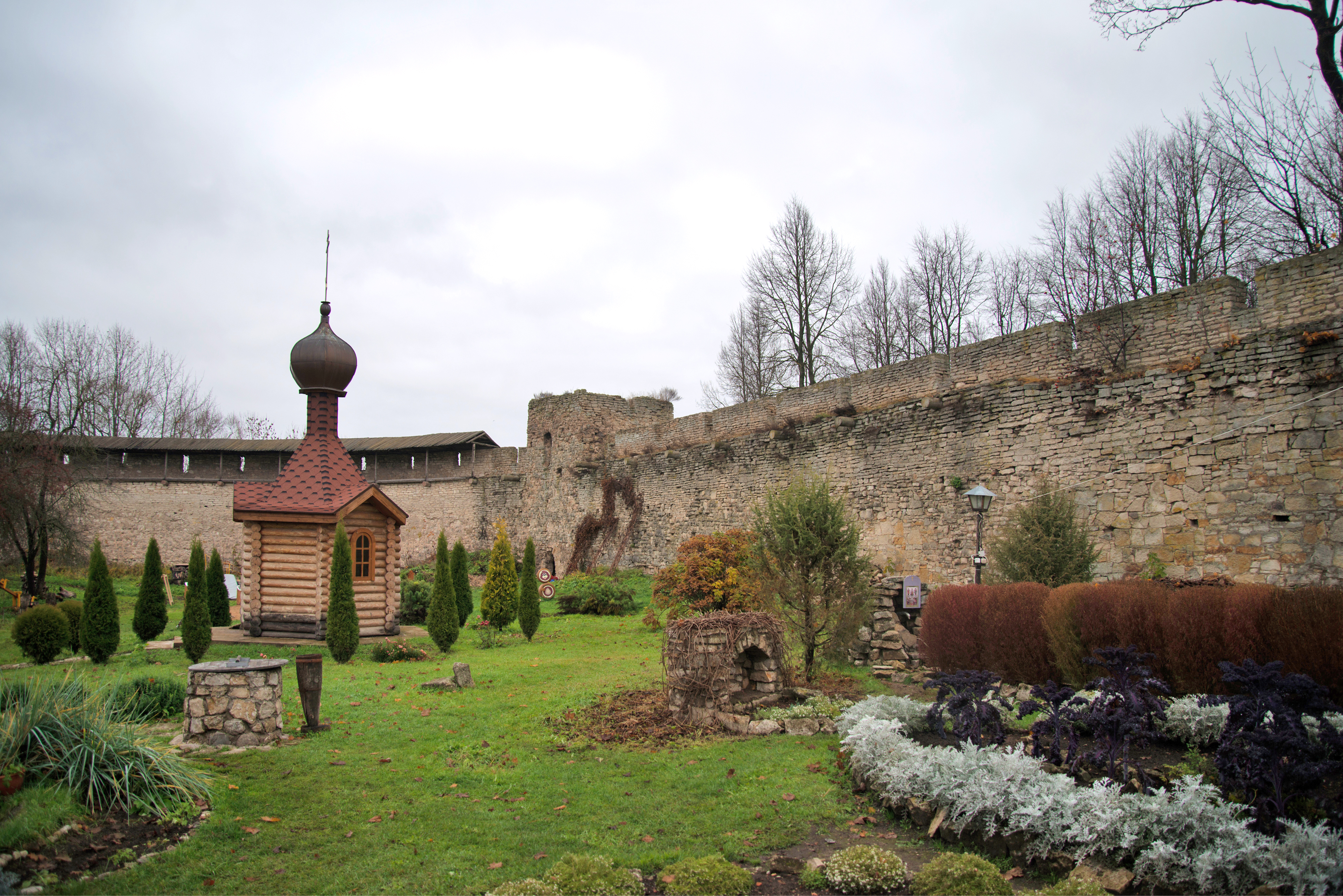
Uvnitř pevnosti
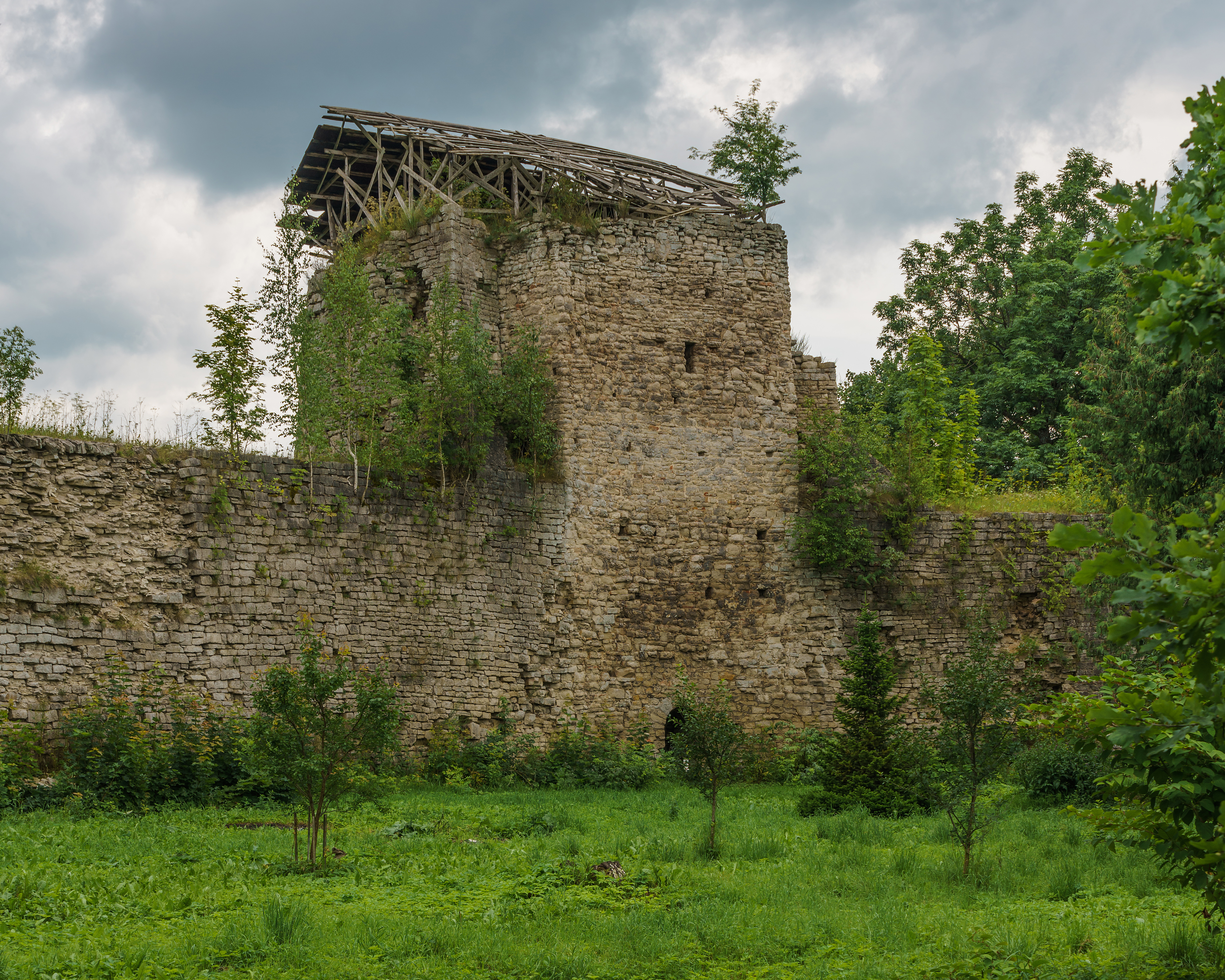
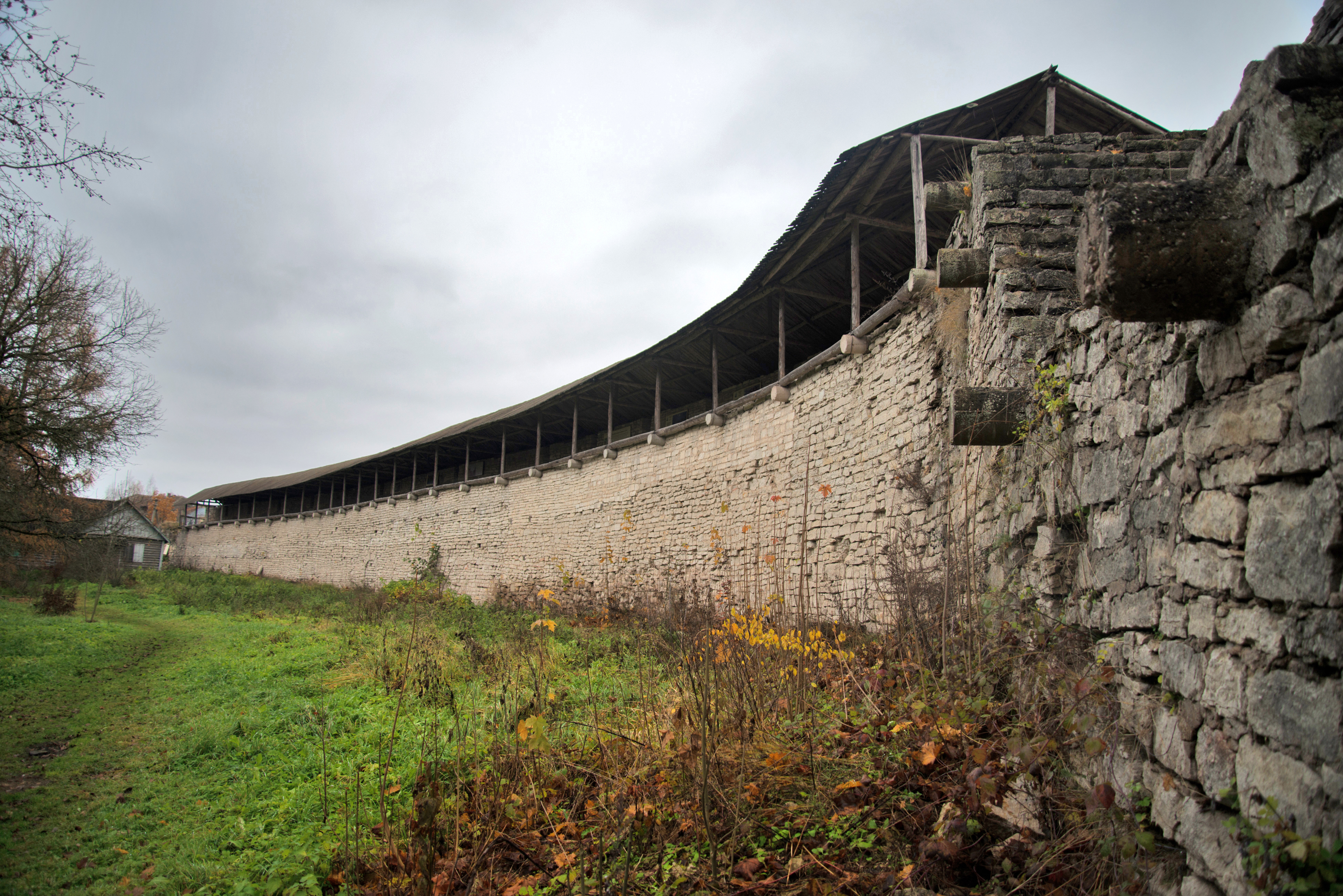